# جوليان بي بويد
جوليان بي بويد (بالإنجليزية: Julian P. Boyd)‏ (و. 1903 – 1980 م) هو مؤرخ من الولايات المتحدة الأمريكية .

## التعليم
تعلم في جامعة ديوك.